# Зессинг
Зессинг (фр. Zaessingue) — коммуна на северо-востоке Франции в регионе Гранд-Эст (бывший Эльзас — Шампань — Арденны — Лотарингия), департамент Верхний Рейн, округ Мюлуз, кантон Брёнстат. До марта 2015 года коммуна административно входила в состав упразднённого кантона Сирентс (округ Мюлуз).
Площадь коммуны — 4,99 км², население — 295 человек (2006) с тенденцией к росту: 344 человека (2012), плотность населения — 68,9 чел/км².

## Население
Численность населения коммуны в 2011 году составляла 332 человека, а в 2012 году — 344 человека.
| 1962 | 1968 | 1975 | 1982 | 1990 | 1999 | 2006 | 2007 | 2008 | 2011 | 2012 |
| ---- | ---- | ---- | ---- | ---- | ---- | ---- | ---- | ---- | ---- | ---- |
| 199  | 205  | 224  | 240  | 248  | 257  | 295  | 301  | 311  | 332  | 344  |

Динамика населения:

## Экономика
В 2010 году из 215 человек трудоспособного возраста (от 15 до 64 лет) 167 были экономически активными, 48 — неактивными (показатель активности 77,7 %, в 1999 году — 71,8 %). Из 167 активных трудоспособных жителей работали 157 человек (85 мужчин и 72 женщины), 10 числились безработными (7 мужчин и 3 женщины). Среди 48 трудоспособных неактивных граждан 13 были учениками либо студентами, 17 — пенсионерами, а ещё 18 — были неактивны в силу других причин.
На протяжении 2011 года в коммуне числилось 123 облагаемых налогом домохозяйства, в которых проживало 318 человек. При этом медиана доходов составила 30350 евро на одного налогоплательщика.

## Достопримечательности (фотогалерея)

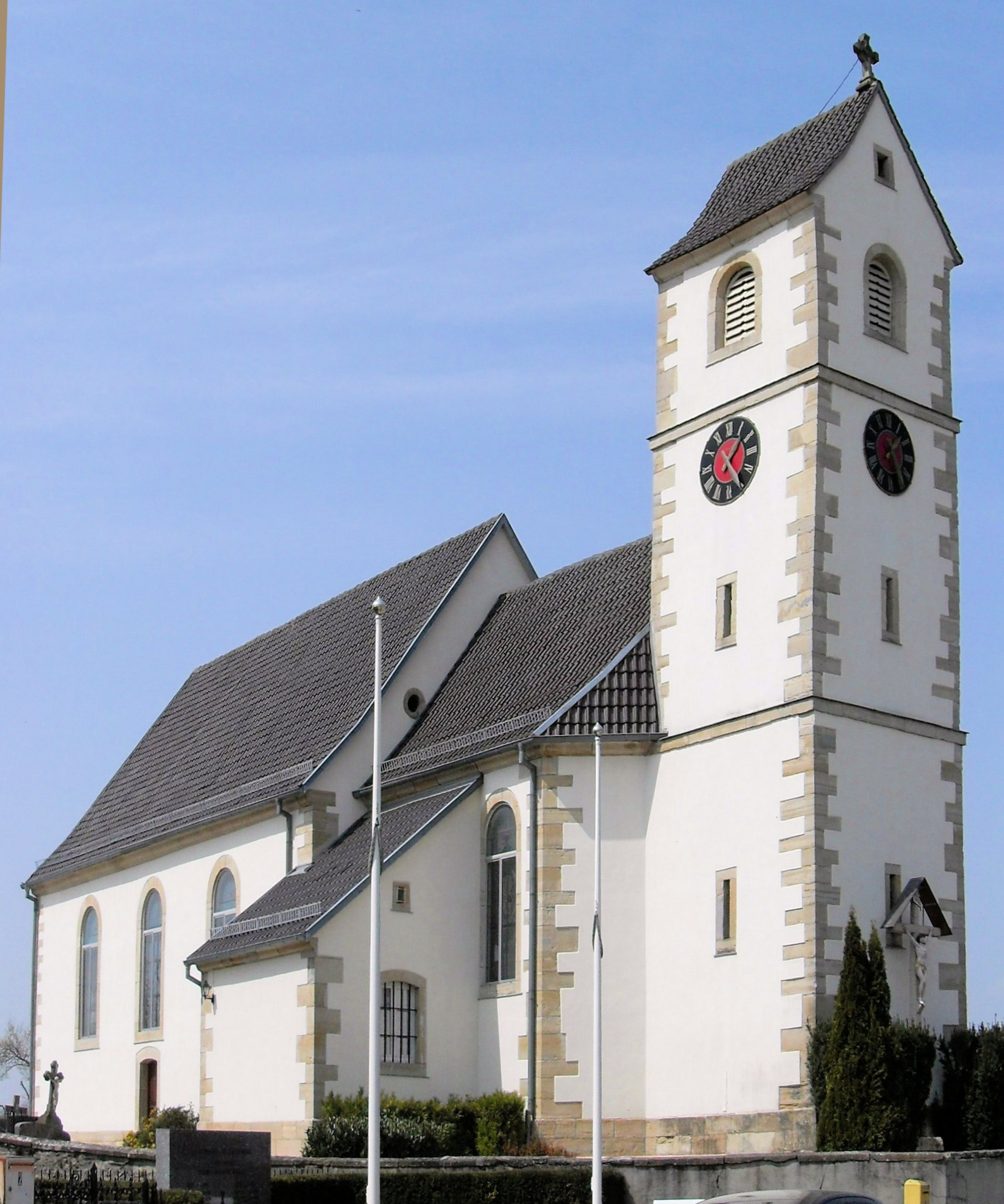
Церковь Святых Петра и Павла